# ماوريتسيو بيليجريني
ماوريتسيو بيليجريني (بالإيطالية: Maurizio Pellegrini)‏ هو رسام إيطالي، (ولد في بينيرولو في إيطاليا 1866 – 1935 م).